# أحمد الفضلي
أحمد الفضلي ، من مواليد 6 سبتمبر 1982، حارس كرة قدم كويتي يلعب مع نادي القادسية وهو أخ لاعب نادي الكويت خالد الفضلي.

## روابط خارجية
- أحمد الفضلي على موقع ناشيونال فوتبول تيمز (الإنجليزية)